# Distrikt Colpas
Der Distrikt Colpas liegt in der Provinz Ambo in der Region Huánuco in Zentral-Peru. Der Distrikt wurde am 24. November 1955 gegründet. Er hat eine Fläche von 186 km². Beim Zensus 2017 wurden 1825 Einwohner gezählt. Im Jahr 1993 lag die Einwohnerzahl bei 3270, im Jahr 2007 bei 2706. Sitz der Distriktverwaltung ist die etwa 2700 m hoch gelegene Ortschaft Colpas mit 292 Einwohnern (Stand 2017). Colpas befindet sich 28 km südwestlich der Provinzhauptstadt Ambo.

## Geographische Lage
Der Distrikt Colpas liegt in der peruanischen Zentralkordillere im äußersten Westen der Provinz Ambo. Der Río Chacachinche entwässert das Areal nach Osten zum Río Huertas, einem linken Nebenfluss des Río Huallaga.
Der Distrikt Colpas grenzt im Westen an den Distrikt San Miguel de Cauri (Provinz Lauricocha), im Norden und im Nordosten an die Distrikte Margos und San Pedro de Chaulán (beide in der Provinz Huánuco), im Südosten an den Distrikt Cayna sowie im Süden an den Distrikt Páucar (Provinz Daniel Alcides Carrión).

## Ortschaften
Im Distrikt gibt es neben dem Hauptort folgende größere Ortschaften:
- Chucchuc
- Coquin
- Yapac (218 Einwohner)